# الحركة الجمهورية (كولومبيا)
الحركة الجمهورية (بالإسبانية: Movimiento Republicano) هي حزب سياسي في كولومبيا. في الانتخابات التشريعية التي أجريت في 10 مارس 2002، فاز الحزب كواحد من العديد من الأحزاب الصغيرة بلتمثيل البرلماني.